# Griechen in Deutschland
Griechen in Deutschland sind eine der größten Zuwanderergruppen in der Bundesrepublik Deutschland. Ende 2023 hatten 365.680 Einwohner Deutschlands die griechische Staatsbürgerschaft. Die Gesamtzahl der Personen mit griechischem Migrationshintergrund in Deutschland lag 2023 bei 479.000.
Im Jahre 2019 lebten die griechischen Staatsbürger durchschnittlich seit 25 Jahren in Deutschland. Nicht berücksichtigt werden Angehörige aus anderen Ländern der griechischen Diaspora.

## Geschichte
Die Geschichte der Griechen in Deutschland reicht bis in die Antike zurück, auch wenn zu dieser Zeit noch nicht von „Griechen“ oder „Deutschen“ im heutigen Sinn die Rede sein konnte. Pytheas, ein Kaufmann aus Massilia berichtete um 325 v. Chr. als erster von der griechisch-römischen Welt die Germanen, nachdem er mit seiner Handelsflotte den Ärmelkanal Richtung Nordmeer befahren hatte. Aus seiner Zeit ist auch der Begriff der Teutonen oder Teuten als Name aller Germanen belegt, welcher nicht mit dem Namen des Stamms der Teutonen zu verwechseln ist. Die Anwesenheit griechischer Kaufleute in Deutschland ist bis in die Römerzeit überliefert. Es wird auch von einer häuslichen Niederlassung ausgegangen, da dies Vorteile versprach.
Sakrale Spuren sind besser belegt. So soll die Heilige Helena der Sage nach die Gereonskirche in Köln gebaut haben. Der Bischof Athanasius fand nach der Verbannung in Trier eine neue Heimat und der Slawenapostel Method von Saloniki wurde um 870 in Ellwangen gefangengehalten (die Stadt ist heute das Pilgerziel orthodoxer Christen). In Nienkerken bei Corvey gab es im 9. Jahrhundert eine bedeutende Schule, in der Griechisch unterrichtet wurde. Der Basilianerabt Gregor von Burtscheid (* 930 in Kalabrien, damals Teil des Byzantinischen Reichs; † 999) gründete ein byzantinisches Kloster in Burtscheid. Nachdem Kaiser Otto II. die Prinzessin Theophanu geheiratet hatte, kamen in ihrer Gefolgschaft griechische Gelehrte ins Heilige Römische Reich.
In Konstanz verstarb 1415 Manuel Chrysoloras, der dort am Konzil von Konstanz teilnahm. Chrysoloras galt als wichtiger Vermittler griechischer Kultur in Westeuropa. Der Fall des Oströmischen Reiches 1453 führte zu einer Auswanderungswelle griechischer Gelehrter aus dem nun Osmanischen Reich, von denen sich auch eine bedeutende Anzahl in Deutschland niederließ. Häufiges Betätigungsfeld war die Lehre der griechischen Sprache und der antiken Schriften. Das zur Eröffnung des Stadttheaters in Nürnberg 1834 uraufgeführte Lustspiel Die Griechen in Nürnberg beschreibt eine entsprechende Situation im 16. Jahrhundert.

### Aufklärung und Philhellenismus

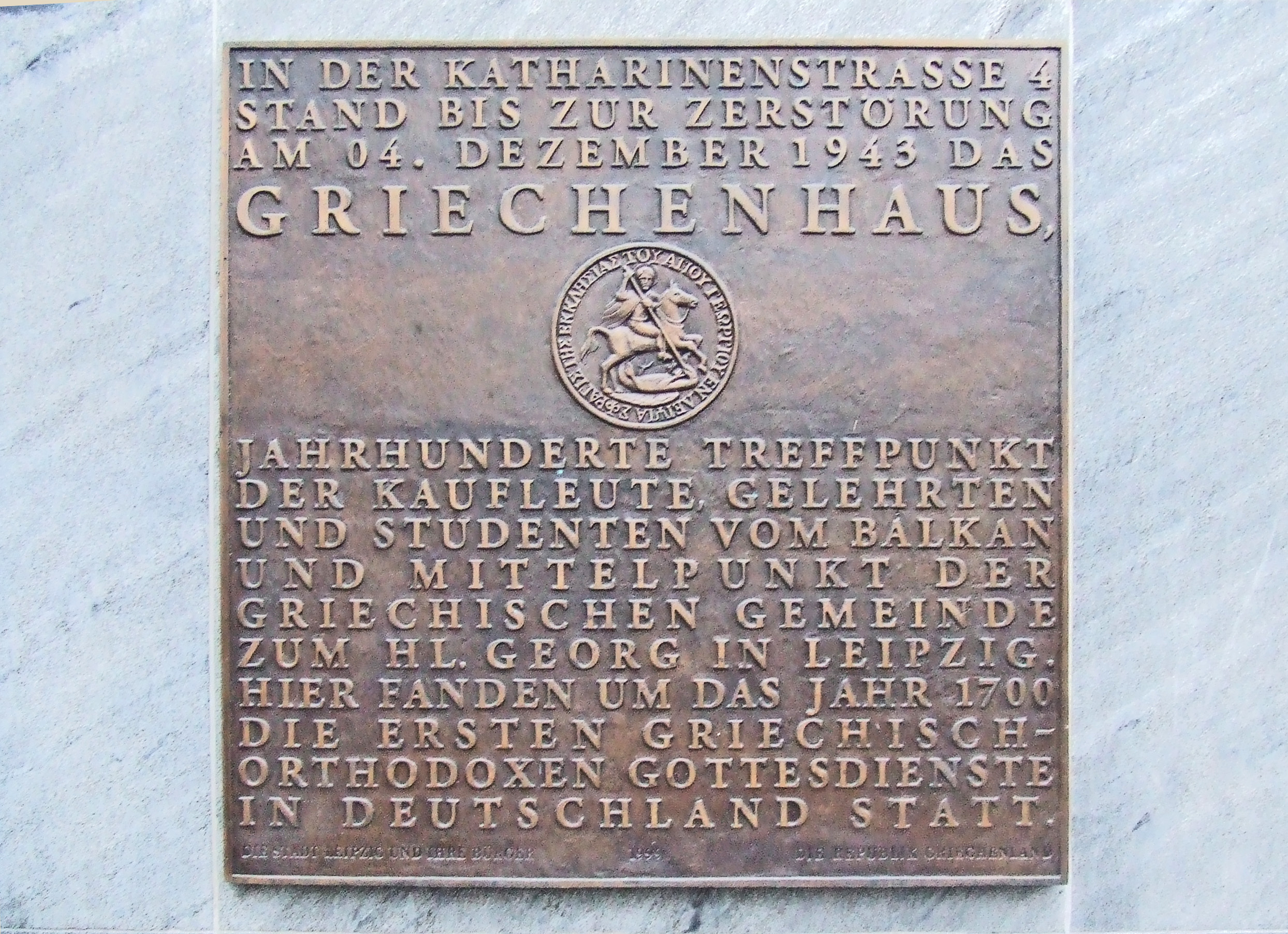
Gedenktafel in der Leipziger Katharinenstraße

Als sich Ende des 17. Jahrhunderts vor allem für Händler die Grenzen des Osmanischen Reiches wieder öffneten, entschlossen sich viele Griechen zur Emigration. Der Geistliche Metrophanes Kritopoulos lebte seit 1625 in Hamburg.
Zentrum des Auslandsgriechentums in Deutschland wurde Leipzig, das zu dieser Zeit ein bedeutendes Handelszentrum war. Neben Polen und Russen waren sie die wichtigste Gruppe von Kaufleuten in der Stadt. Der orientalische Pelzhandel befand sich jahrhundertelang fest in griechischer Hand, alljährlich kamen deshalb griechische Fellhändler auch zur Leipziger Ostermesse. Als der Pelzverbrauch und die Pelzproduktion mit den südosteuropäischen und kleinasiatischen Ländern weitgehend versiegte, hatte sich in Leipzig bereits eine relativ große griechische Gemeinde nur aus Pelzhändlern gebildet. Diese Niederlassung bestand jedoch aus zwei stark unterschiedlichen Schichten. Zum einen gab es angesehene Großhandelshäuser, die sich hauptsächlich mit dem Einkauf auf dem orientalischen Markt von Wildwaren, wie Marder- und Fuchsfellen usw. beschäftigten, aus Griechenland, den Balkanländern und der asiatischen Türkei. Sie betrieben dabei noch ein umfangreiches Exportgeschäft mit Fellen anderer Herkunft, nach Amerika, England, Frankreich und anderen Ländern. Der andere Teil der in Leipzig ansässigen Griechen, der hauptsächlich aus Kürschnern und Kleinhändlern bestand, befasste sich vor allem mit der Herstellung billiger Produkte, vor allem mit der Pelzstückenverarbeitung. So lag zum Beispiel die Produktion von gedrehten Hermelin- und Skunksschweifen sowie bestimmter Pelzfutter ganz in griechischer Hand.
Um 1700 fanden im „Griechenhaus“, einem Handelshof griechischer Kaufleute, auch die ersten griechisch-orthodoxen Gottesdienste statt. Ihre gesellschaftliche Bedeutung in Sachsen nahm schnell zu. Zur Ostermesse des Jahres 1780 waren bereits 184 griechische Einkäufer registriert.
An der Universität Leipzig promovierten im 18. und frühen 19. Jahrhundert jährlich zahlreiche Griechen, so etwa der Geograph Margaritis Dimitsas. Auch Goethe lernte viele griechische Kommilitonen dort kennen. Im 19. Jahrhundert wurde der Sohn des Kaufmanns Georgios Karagiannis, Theodor von Karajan, von Kurfürst Friedrich August III. für seine Tätigkeit in der Textilindustrie geadelt. Ein Nachfahre von ihm war Herbert von Karajan. Aus einer Leipziger Pelzhändlerfamilie stammte der Dirigent Charilaos Perpessas.
1908 gründete der Weinhändler Georg Anagnostopoulos nach seinem Jura-Studium den „Hellenen-Verein“, der bis (zur Auflösung sämtlicher Vereine im Jahr) 1938 existierte. Die Familie zog nach Frankfurt am Main, wo sie vor 1948 eine griechische Weinstube in der Hochstraße 27 eröffnete, die bis 1980 bestand (und lange Zeit eines der wenigen Spezialitätenlokale der Stadt war). Sie folgte damit den meisten Leipziger Griechen, die nach der deutschen Teilung nach Westdeutschland oder in andere europäische Länder zogen. Viele ließen sich in Frankfurt am Main nieder, wo sie ihre Betriebe weiterführten. Die Leipziger Gemeinde wurde mangels Mitgliedern 1952 aufgelöst.

### Griechen im Deutschen Bund, Kaiserreich und der Republik

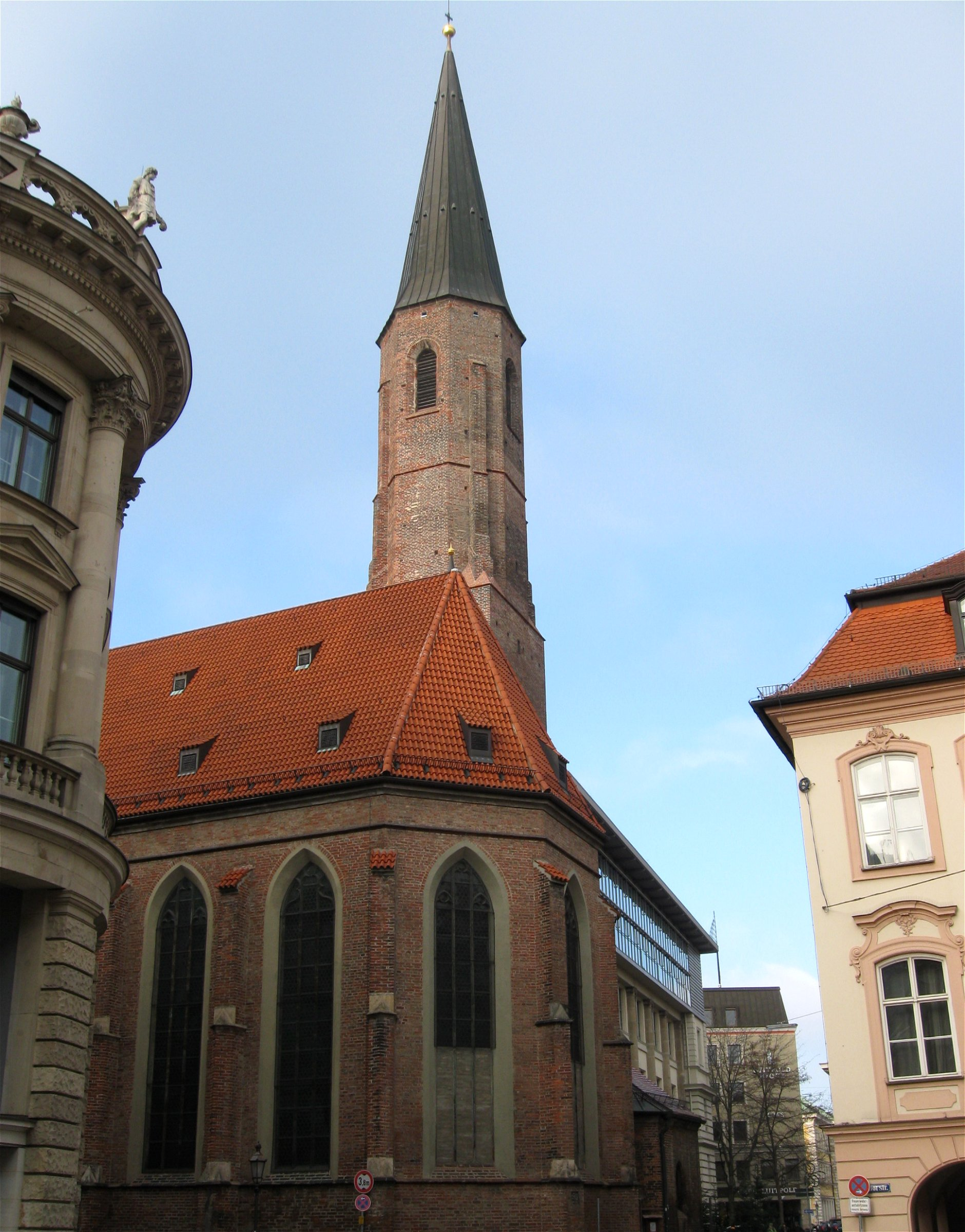
Salvatorkirche

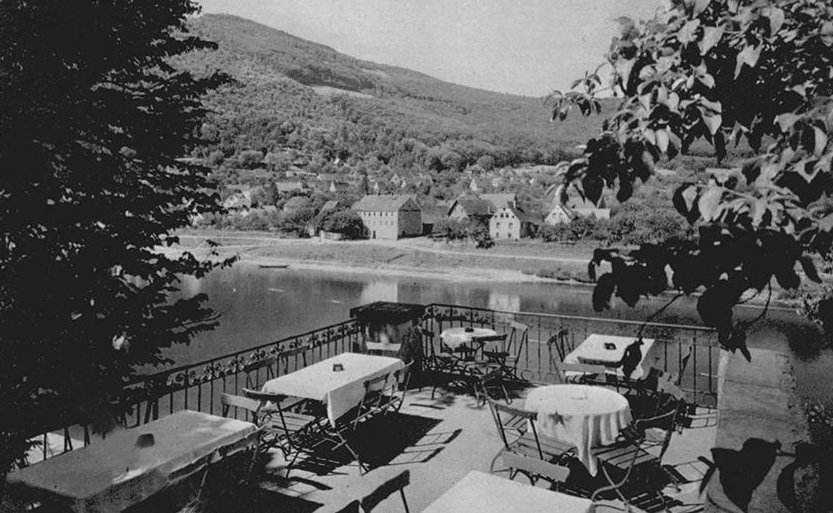
Die griechische Weinstube „Zur Stadt Athen“ in Neckargemünd, 1910

Im preußischen Posen bildete sich im frühen 19. Jahrhundert eine griechische Gemeinde. Zwei Mal im Jahr wurde die Gemeinde von Geistlichen aus Leipzig besucht.
Eine weitere griechische Gemeinde bildete sich im frühen 19. Jahrhundert in München, bereits bevor der Wittelsbacher Otto I. König von Griechenland wurde. Seit dem Königtum Ottos konnten sich Griechen einfacher in Bayern niederlassen oder kostenlos studieren. In der Allgemeinen Zeitung wurde am 20. Dezember 1829 die Gründung eines Griechenvereins bekanntgegeben, dem auch Förderer Griechenlands angehörten. Im selben Jahr wurde die (leerstehende) Salvatorkirche in München für griechisch-orthodoxe Gottesdienste überlassen. Im Gegenzug emigrierten viele bayerische Handwerker und Gelehrte nach Griechenland. Am 8. September 1918 wurde die „Griechische Gemeinde München“ im Vereinsregister eingetragen. Ihr Name änderte sich später in „Griechischer Verein München“. Am 22. Oktober 1923 wurde der Verein aufgelöst, um am selben Tag durch die „Griechische Kirchengemeinde in München e. V.“ ersetzt zu werden.
Erste griechisch-orthodoxe Gemeinden entstanden im 19. Jahrhundert auch im heutigen Baden-Württemberg.
Im späten 19. Jahrhundert beschäftigten sich Griechen in Deutschland mit dem Tabakhandel und der Zigarettenproduktion. 1875 wurde in München die Cigarettenfabrik Pan T. Papastathis gegründet, die ein Werbeplakat von dem griechischen Maler Nikolaus Gysis entwerfen ließ. Die Zigarettenfabrik Jasmatzi von Georg Anton Jasmatzi war zeitweise mit einem Kapital von zehn Millionen Reichsmark die größte Kapitalgesellschaft der Tabakindustrie in Deutschland; 1925 eröffnete die Cigarettenfabrik Kyriazi in Hamburg; Papastratos eröffnete 1933 in Berlin die Hellas Zigarettenfabrik. Weitere waren die Firmen Nestor Gianaklis (Fabrik in Frankfurt am Main ab 1911), Dimitrino, Muratti (Eigentümer: Adrian und Alexander Enfiezioglou). Auch die Familie des Dresdner Sportlers Janis Seraidaris war im Tabakhandel tätig. Janis war mitteldeutscher Meister im Kugelstoßen und erreichte 1927 einen 3. Platz in der deutschen Meisterschaft im Diskuswerfen, bekannt wurde er jedoch durch ein Gemälde von Conrad Felixmüller.
Ab dem späten 19. Jahrhundert ist auch die Existenz zahlreicher griechischer Lokale in Deutschland belegt. Die erste Kette waren die griechischen Weinstuben „Zur Stadt Athen“ des griechischen Konsuls Julius Menzer, die Filialen in verschiedenen Städten hatte. Vor 1903 eröffnete das Restaurant „Stadt Patras“ am Maximilianplatz in München. Ebenfalls in München war die griechische Weinstube „Akropolis“, in der Carl Schmitt während seiner Lehrtätigkeit in München (1919–1921) Stammgast war.
Giovanni (Jean) Eftimiades hingegen öffnete in den späten 1920er Jahren in Berlin nacheinander drei Cafés unter dem Namen Moka Efti. Das größte verfügte über eine der ersten Rolltreppen Berlins und verkaufte über 25.000 Tassen Kaffee am Tag. Nachdem alle Läden im Krieg zerstört wurden, wandte er sich nach 1945 dem Verlagswesen zu.
Pierre Mavrogordato und seine Frau Erato zogen vor 1909 von Odessa nach Berlin, welches zu jener Zeit gute Bedingungen für deren Arbeit als Antikenhändler bot. Mavrogordato trug zum Ausbau der Antikensammlung Berlin bei. Später zogen beide ins thüringische Römhild, wo sie die Waldhaus-Siedlung und anderes gründeten. George Papanicolaou promovierte 1910 in München, insbesondere die Beschäftigung mit der deutschen Philosophie der Aufklärung veranlasste ihn, nicht als praktizierender Arzt tätig zu werden; er entwickelte später in den USA den Pap-Abstrich.
Während des Ersten Weltkriegs wurden 6500 Griechen freiwillig nach Görlitz ausquartiert, wo sie ab dem 11. September 1916 als „Gäste der Reichsregierung für die Dauer des Krieges“ bis zum Kriegsende blieben. Die Gäste wurden von der Bevölkerung sehr herzlich aufgenommen. Über dem Eingang des Lagers des griechischen Görlitz-Lagers wurde der Spruch XAIPETE! (Seid begrüßt!) aufgestellt. Aus heutiger Sicht ist vor allem von Bedeutung, dass in dieser Zeit 70 Schellackplatten mit Liedern und Dialogen aufgenommen wurden. Diese befinden sich heute im Deutschen Lautarchiv (Humboldt-Universität zu Berlin) und gelten als bedeutendes Zeugnis der griechischen Musikkultur. 200 Soldaten ließen sich permanent in Görlitz nieder und gründeten Familien.
Ab dem späten 19. Jahrhundert studierten oder lehrten zahlreiche Griechen an der Akademie der Bildenden Künste München. Sie wurden zu wichtigen Vertretern der Münchner Schule, darunter Georgios Jakobides, Konstantinos Volanakis, Nikolaos Gyzis, Polychronis Lembesis, Nikolaos Vokos und Nikiphoros Lytras.
In Berlin arbeiteten an der Staatsoper der Komponist Dimitri Mitropoulos und der Bühnenbildner Panos Aravantinos. Der Pianist Alexander Iolas zog 1924 ebenfalls nach Berlin und wurde Balletttänzer, nach einer Tournee mit der Theodora Roosevelt Company und mit dem Ballettensemble des Marquis de Cuevas wurde er einer der bekanntesten Galeristen und förderte insbesondere den deutschen Künstler Max Ernst in New York.

### Während des Nationalsozialismus

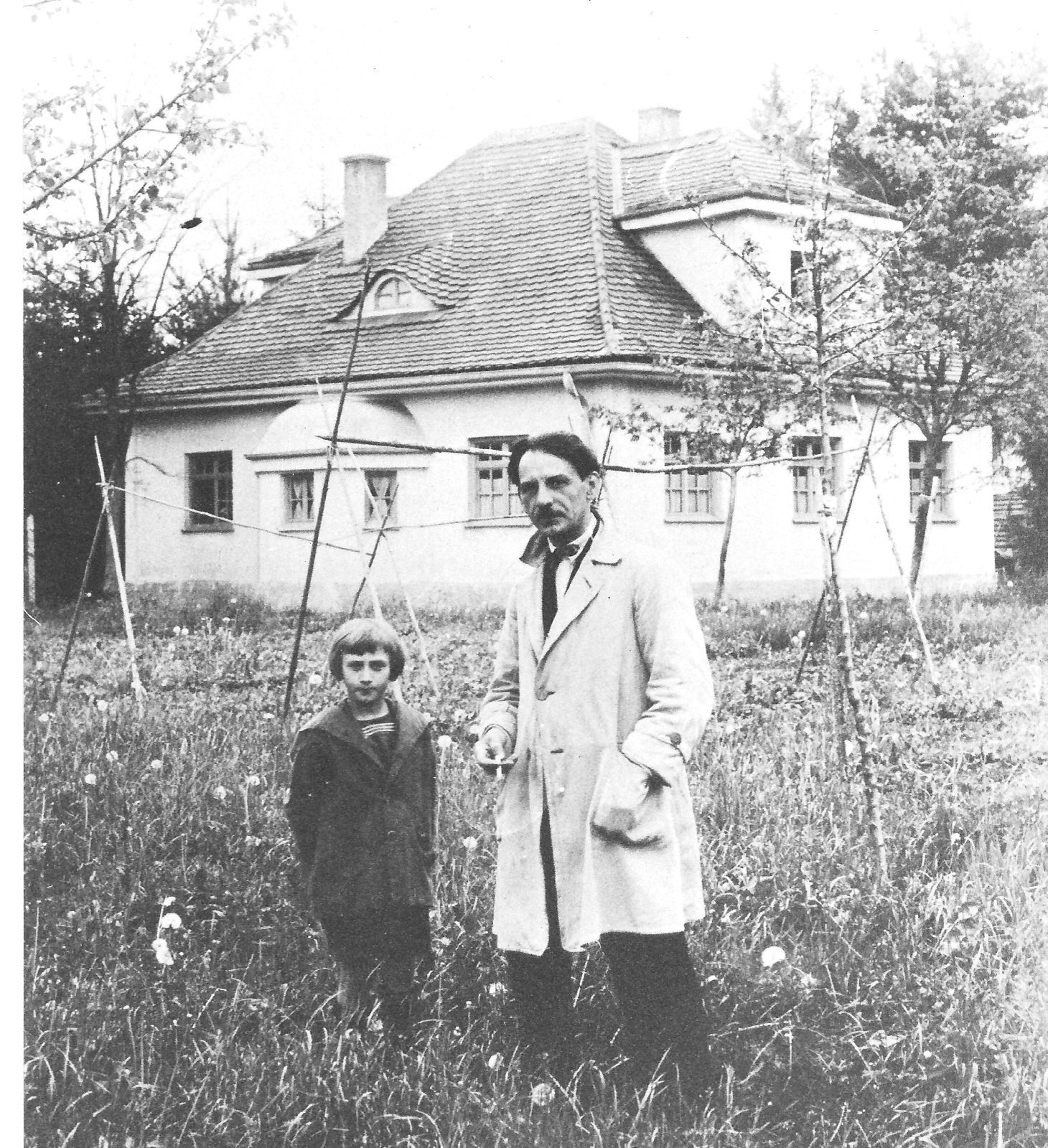
Der Maler Jorgos Busianis mit seinem Sohn Georg. Die Familie hatte sich 1921 in Eichenau niedergelassen und ein Haus gebaut

Allgemein war Deutschland bis in die 1930er Jahre wichtigster Studienort griechischer Akademiker im Ausland. Jeder zweite Professor der Universität Athen und gar vier von fünf Angestellten des Athener Polytechnikums hatten in Deutschland studiert. Die generellen Sympathien dieser Personen gegenüber Deutschland führten bei vielen zu einer anfänglichen Sympathie mit dem Nationalsozialismus, darunter der Athener Bürgermeister Konstantinos Kotzias (den auch Hitler persönlich empfing) und der Ministerpräsident Ioannis Metaxas. Kontakte wurden seinerzeit auch von deutscher Seite gesucht. Leni Riefenstahl ließ sich von der griechischen Fotografin Nelly zum Film Olympia beraten, das Außenpolitische Amt der NSDAP erwarb Bilder von Nelly für den Bildband Unsterbliches Hellas. Eine ideologische Parallele zwischen einem ausschließlich spartanischen antiken Griechenland und dem militaristischen Deutschen Reich ließ sich jedoch nicht glaubhaft vermitteln. Auch konnte sich Metaxas nicht mit dem Antisemitismus Hitlers anfreunden, den er anfangs noch unterschätzt hatte. Johannes Gaitanides ging als Angehöriger der Waffen-SS nach Griechenland und schrieb den Bericht Neues Griechenland, welcher 1940 auch als Buch erschien.
Die Kunst der Vertreter der Münchner Secession wie Jorgos Busianis und der italienischstämmige Grieche Giorgio de Chirico galten nach 1933 als „entartet“; sie verließen Deutschland.
Der griechische Tischtennisspieler Nikita Madjaroglou konnte ohne deutsche Staatsbürgerschaft bis 1933 in Länderkämpfen für Deutschland antreten. In dieser Zeit war er auch Erster in der deutschen Rangliste. Er gewann die Bronzemedaille bei der Tischtennisweltmeisterschaft 1931. Weniger wegen des griechischen Passes als vielmehr wegen seiner ausländischen Herkunft musste auch er 1934 Deutschland verlassen. Aus Solidarität blieben seine deutschen Kollegen der Weltmeisterschaft 1934 fern. Der Tennisspieler Georg von Metaxa trat mit deutscher Staatsbürgerschaft nur für Deutschland an, obwohl er auch die griechische besaß.
In der Zeit des Nationalsozialismus wurden Griechen jüdischen Glaubens als Zwangsarbeiter eingesetzt. Nach Thessaloniki, das von vielen Juden bewohnt war, kehrten nur etwa Tausend zurück.
Der berühmte Mathematiker Constantin Carathéodory zog sich während des Nationalsozialismus aus der Lehr- und Forschungstätigkeit zurück und arbeitete als Kirchenvorstand in der griechischen Kirche „Zum Erlöser“ am Münchner Salvatorplatz. Erst 1946 hielt er wieder Vorlesungen. Sein Neffe John Argyris, Mitbegründer der Finite-Elemente-Methode, musste Deutschland verlassen.

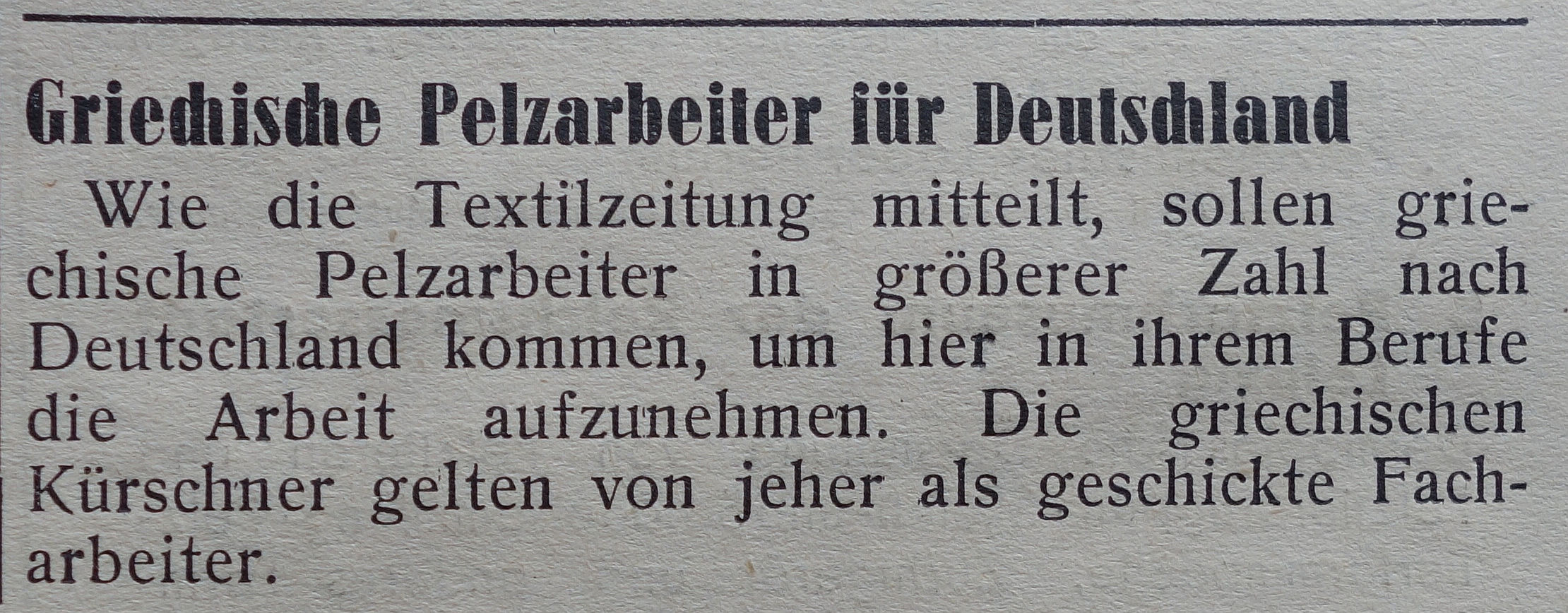
Bericht, bereits aus dem Kriegsjahr 1942, über die beabsichtigte Anwerbung von Pelzarbeitern nach Deutschland

Der im Nationalsozialismus geförderte Bildhauer Arno Breker zog mit seiner Ehefrau Demetra Messala nach Deutschland. Demetras Eltern waren griechische Diplomaten, Breker blieb dadurch auch nach 1945 vor einer eventuellen Verurteilung wegen seiner Verstrickung mit dem Regime verschont. Die Kontakte nach Griechenland blieben auch nach dem Tod seiner Frau im Jahr 1956 bestehen, so bekam er 1978 einen Auftrag für den Entwurf eines Denkmals für Alexander den Großen. Auch den Bildhauer Anastasatos zog es 1940 nach Berlin. Trotzdem war die Emigration nach Deutschland in jener Zeit eher ein seltener Fall.

### Tabakhändler, Kürschner und Gastarbeiter im Nachkriegsdeutschland

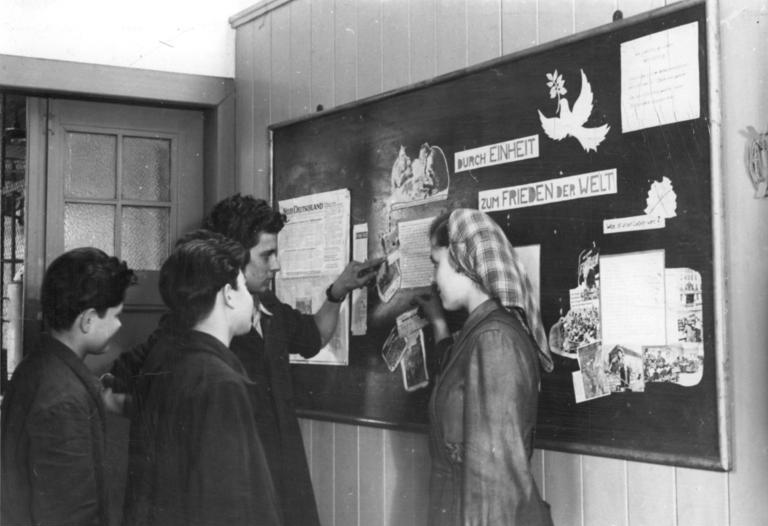
Griechische Auszubildende in der DDR, 1951

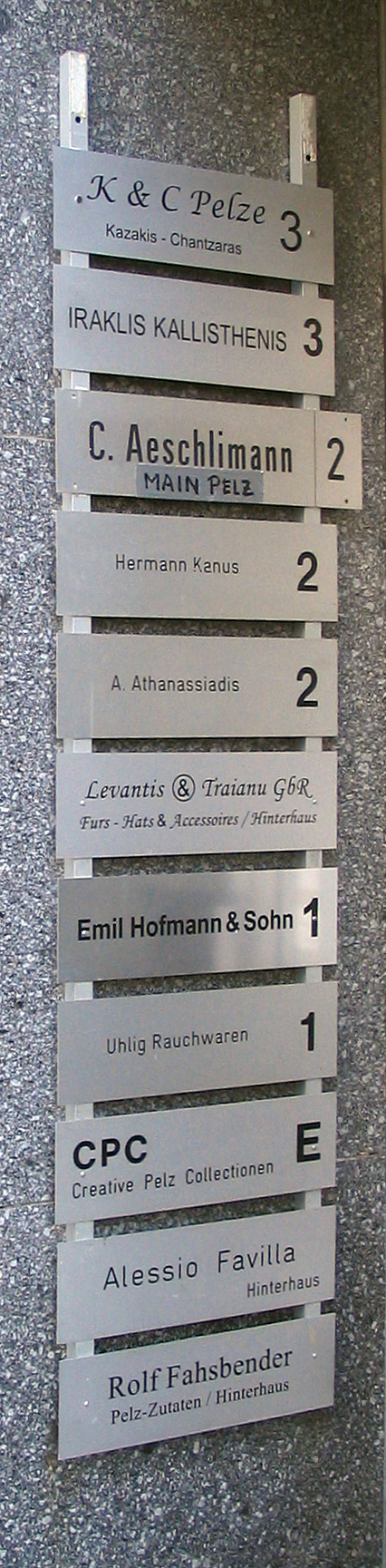
Namensschilder von verbliebenen Betrieben im früheren Frankfurter Pelzviertel (2012)

Die von Griechen geführten Tabakfabriken und Handelsgesellschaften der Tabakbranche waren bis in die 1960er Jahre noch mit einem größeren Marktanteil vertreten, wurden aber in der Folgezeit von größeren Tabakkonzernen verdrängt oder übernommen. Die Hamburger Filiale der Traditionsfirma Kyriazi hatte deutschlandweit einen Marktanteil von 1,2 %, deren Anteil ging an British American Tobacco.
Der zweite große Geschäftszweig war die Anfertigung und der Vertrieb von Pelzen: Das Frankfurter Pelzhandelszentrum Niddastraße, zusammen mit seiner griechischen Gemeinde, wurde zum europäischen Mittelpunkt der damals wichtigen Branche.
1945 wurde Pascalides, ein griechischer Staatsbürger aus Niendorf, zum ersten Bürgermeister der neuen Gemeinde Timmendorfer Strand ernannt.
Im Nachkriegsdeutschland begann erst eine politisch motivierte Emigration aus Griechenland in die sowjetische Besatzungszone Deutschlands bzw. in die gerade gegründete DDR (und andere osteuropäische Länder), wohin während des Griechischen Bürgerkriegs kommunistische Eltern ihre Kinder schickten. Auch nach dem Ende des Bürgerkriegs emigrierten Kommunisten in die DDR, da in Griechenland deren Aktivitäten aufgrund der westlichen Orientierung des Landes verboten waren.
Währenddessen begann in Westdeutschland eine Anwerbung von Griechen, die als „Gastarbeiter“ in Fabriken eingesetzt wurden. Da zu dieser Zeit kaum eine andere Emigrationsmöglichkeit bestand, kamen viele Griechen in die Bundesrepublik. Die Berufsausbildung in Deutschland versprach damals bessere Berufschancen bei einer Rückkehr nach Griechenland. 1961 wurde die Vereinigung der Deutsch-Griechischen Gesellschaften gegründet. Ab 1960 warb beispielsweise BMW gezielt Arbeitnehmer aus Griechenland an, bereits 1967 stammten 52 % der ausländischen Beschäftigten von dort.
Die Anwerbung von Arbeitskräften nach Deutschland führte zu einem Arbeitskräftemangel in Griechenland und einem Anstieg der Lohnkosten dort. Bereits 1971 war die Zahl der Erwerbstätigen in Griechenland auf 3,3 Mio. geschrumpft. Als es zu einem wirtschaftlichen Aufschwung kam und der Massentourismus einsetzte, mussten 30.000 Nordafrikaner angeworben werden, um in der Industrie, Landwirtschaft und Tourismus den Personalmangel zu lindern.
Der erste Grieche in der Fußball-Bundesliga war 1974 der in Deutschland aufgewachsene Maik Galakos.

### Situation bis zur Wiedervereinigung
Die griechische Militärdiktatur führte zu politischer Emigration in beide Teile Deutschlands. Emigrierten anfangs vor allem Linke, erstreckte sich die Auswanderung bald auch auf die Intellektuellen der bürgerlichen Mitte und des gemäßigten rechten Spektrums. Nach dem Ende der Diktatur kehrten viele Griechen zurück, so zum Beispiel der spätere Ministerpräsident Kostas Simitis, der bis 1975 in Gießen Professor war. Auch Griechen aus der DDR kehrten ab 1974 zurück, 1980 lebten noch 1.620 griechische Staatsbürger in der DDR, Ende 1989 waren es noch 482. Sie durften ohnehin frei reisen, aber bei Umzug nur 3000 Mark pro Kopf (Kinder 1500 Mark) in Westwährung tauschen. Der griechische Staat gewährte bis in die 1990er Jahre Einwanderern jedoch zahlreiche Förderungen.
Der Beitritt Griechenlands 1981 zur EWG führte nochmals zu einem kurzen Anstieg der Emigration in die Bundesrepublik und Westberlin.
Der Pelzhandel erlitt ab den frühen 1980er Jahren einen rapiden Niedergang. Für zahlreiche Griechen und griechischstämmige Deutsche, die teilweise seit Generationen in diesem Bereich arbeiteten, bedeutete dies den Verlust der beruflichen Existenz. Kürschner und Pelzhändler wandten sich anderen Berufen zu, häufig der Gastronomie, in der bereits zahlreiche Griechen arbeiteten. Bis heute sind mit 15,5 % ein relativ hoher Anteil von Griechen in Deutschland beruflich selbstständig, davon wiederum ist der Frauenanteil mit 24,0 % verhältnismäßig groß.

## Seit der Jahrtausendwende
Die erste Generation der ehemaligen Gastarbeiter befindet sich im Rentenalter und verbringt oft nur einige Monate jährlich in Deutschland. Von deren Nachkommen lebt ein Teil in Deutschland und ein Teil in Griechenland, jeder zehnte Grieche in Griechenland hat einen Teil seines Lebens in Deutschland verbracht, was die Zahl der Rückwanderung bestätigen würde. Teilweise kamen noch Pontos-Griechen aus der ehemaligen Sowjetunion als griechische Staatsbürger nach Deutschland, so dass die Gesamtzahl der Griechen in Deutschland bis nach der Jahrtausendwende einigermaßen konstant blieb. Die Bosman-Entscheidung ermöglichte die Beschäftigung einer unbegrenzten Zahl von EU-Bürgern im Leistungssport. Dies nutzten zum Beispiel Eishockeyvereine, um Spieler aus Nordamerika mit griechischer oder italienischer Herkunft zu verpflichten.
Mit Ausbruch der griechischen Finanzkrise wurde spekuliert, dass viele Griechen auch nach Deutschland auswandern würden. Erste Zahlen belegten diese Vermutung, sie ergaben einen monatlichen Anstieg der griechischen Zuwanderung in Höhe von etwa 1400 Personen. Die Griechisch-orthodoxe Kirche meldete bereits früh einen spürbaren Anstieg der Gläubigen im Berliner Umland.
Diese Beobachtungen bestätigte das Statistische Bundesamt schließlich durch Erhebungen, demnach nahm die Zuwanderung 2011 um etwa 20 Prozent zu, besonders Spanier und Griechen wanderten nach Deutschland ein. Aus Griechenland kamen 2011 84 Prozent mehr Einwanderer als im ersten Halbjahr 2010 (+4100 Personen).
Wegen anhaltend hoher Arbeitsplatzverluste zieht es viele Griechen nach Deutschland. Das statistische Bundesamt meldet für 2011, dass den zugezogenen 23.800 rund 21.000 Griechen gegenüberstehen, die Deutschland verlassen haben. Der Bildungsstand der zwischen 1999 und 2009 Zugewanderten zeigt laut IW ein ambivalentes Bild: Während 27 Prozent über einen Hochschulabschluss verfügten, war mit 41 Prozent der Anteil der Zugezogenen ohne berufsqualifizierenden Abschluss mehr als doppelt so hoch wie in der Gesamtbevölkerung.
Griechen in Deutschland sehen sich aufgrund der einseitig negativen Berichterstattung über ihr Heimatland zunehmend Anfeindungen ausgesetzt. Das sich entfaltende Phänomen der Griechenfeindlichkeit beschäftigt mittlerweile auch die Wissenschaft. So erschien 2012 die Arbeit Die Dynamik der Konstruktion von Differenz und Feindseligkeit am Beispiel der Finanzkrise Griechenlands von Hans Bickes.
Die seit Jahren rückläufige Zahl von Griechen in Deutschland stieg erstmals wieder an. Insbesondere Akademiker wie Ärzte und Ingenieure verließen Griechenland und ließen sich in Deutschland sowie anderen Staaten nieder (Talentabwanderung). So stieg die Zahl der griechischen Arbeitnehmer in Deutschland von Oktober 2011 bis Oktober 2012 um etwa 11 % auf 123.000 an.
Von Mai 2013 bis 26. April 2021 war mit Linda Zervakis eine Deutsch-Griechin die erste 20-Uhr  Tagesschaumoderatorin mit Migrationshintergrund.

## Demografie
| Jahr   | 1967    | 1970    | 1973    | 1976    | 1979    | 1982    | 1985    |
| ------ | ------- | ------- | ------- | ------- | ------- | ------- | ------- |
| Anzahl | 200.961 | 342.891 | 407.614 | 353.733 | 296.803 | 300.824 | 280.614 |
| Jahr   | 1988    | 1991    | 1994    | 1997    | 2000    | 2003    | 2004    |
| Anzahl | 274.973 | 336.893 | 355.583 | 363.202 | 365.438 | 354.600 | 315.989 |
| Jahr   | 2005    | 2006    | 2007    | 2008    | 2009    | 2010    | 2011    |
| Anzahl | 309.794 | 303.761 | 294.891 | 287.187 | 278.063 | 276.685 | 283.684 |
| Jahr   | 2012    | 2013    | 2014    | 2015    | 2016    | 2017    | 2018    |
| Anzahl | 298.254 | 316.331 | 328.564 | 339.931 | 348.475 | 362.245 | 363.205 |
| Jahr   | 2019    | 2020    | 2021    | 2022    | 2023    | 2024    | 2025    |
| Anzahl | 363.650 | 364.285 | 362.565 | 361.270 | 365.680 |         |         |

Quelle: Statistisches Bundesamt

Regionale Verteilung der griechischen Staatsbürger 2021

Die Zahlen vor 1991 umfassen nur Griechen auf dem Gebiet der alten Bundesrepublik, die von 1991 auch die in den neuen Bundesländern. Die Statistik erfasst nicht die ethnischen Griechen als solche, sondern die griechischen Staatsbürger. So können Griechen der Diaspora aus den USA nicht erfasst sein (obwohl sie auch Anspruch auf einen griechischen Pass hätten), hingegen sind 15.000 Westthrakientürken eingerechnet, die in Deutschland leben.
Die Anzahl der Griechen, welche die deutsche Staatsbürgerschaft erwarben, war in den 1990er und 2000er Jahren weitaus geringer als die rückläufigen Zahlen der griechischen Staatsbürger, so dass man von einem Rückgang der Zahl der Griechen in Deutschland ausgehen kann. Seit etwa 2010 gibt es einen Zuzug griechischer Akademiker nach Deutschland, die für unbesetzte Stellen, z. B. als Ärzte oder Ingenieure, von deutschen Verbänden und Firmen angeworben werden.
| Jahr   | 2000  | 2001  | 2002  | 2003  | 2004  | 2005  | 2006  |
| ------ | ----- | ----- | ----- | ----- | ----- | ----- | ----- |
| Anzahl | 1.413 | 1.402 | 1.105 | 1.114 | 1.507 | 1.349 | 1.657 |
| Jahr   | 2007  | 2008  | 2009  | 2010  | 2011  | 2012  | 2013  |
| Anzahl | 2.691 | 1.779 | 1.362 | 1.450 | 2.290 | 4.167 | 3.498 |
| Jahr   | 2014  | 2015  | 2016  | 2017  | 2018  | 2019  | 2020  |
| Anzahl | 2.800 | 3.058 | 3.444 | 3.424 | 3.235 | 3.130 | 2.650 |
| Jahr   | 2021  | 2022  | 2023  | 2024  | 2025  | 2026  | 2027  |
| Anzahl | 3.220 | 4.735 | 5.857 |       |       |       |       |

Quelle: Statistisches Bundesamt

## Kultur und Bildung
Zur Verbreitung der neugriechischen Kultur in Ergänzung zur humanistischen Pflege des Kulturerbes der griechischen Antike und des Byzantinischen Reiches in Deutschland wurde 1983 die „Πολιτιστική Ομάδα Πρωτοβουλίας – Initiativgruppe Griechische Kultur in der Bundesrepublik Deutschland e. V.“ gegründet. Erster Vorsitzender war Hans Eideneier (1983–2008), seine Nachfolgerin ist seine Frau Niki Eideneier-Anastassiadi (seit 2008).
Während 1974 nur 178 griechische Kinder ein Gymnasium besucht hatten, waren es 1984 bereits 1760; ihr Anteil lag damit weit vor anderen Migrantengruppen und sie erreichten erstmals den gleichen relativen Anteil (an der Gesamtbevölkerung) an Besuchern von Gymnasien wie einheimische Deutsche. Mittlerweile liegt der relative Anteil der Kinder griechischer Herkunft an Gymnasien über denen deutscher Kinder ohne Migrationshintergrund. Dies hängt laut einer Untersuchung von Diether Hopf weniger mit dem sozialen Status in Deutschland zusammen als vielmehr mit den gesellschaftlichen Bedingungen der Heimat. Seit 2018 gibt es auch Ableger der AHEPA in Deutschland.